# فتح القلب
فتح القلب أو بضع القلب هو إجراء جراحي حيث يتم عمل شق في القلب.
وقد يستخدم هذا الإجراء لعمل شفط طبي (مص طبي) أثناء جراحة القلب.